# Постенница мелкоцветная
Постенница мелкоцветная, или Постенница мелкоцветковая (лат. Parietaria micrantha), — вид травянистых растений рода Постенница (Parietaria) семейства Крапивные (Urticaceae).

## Ботаническое описание
Однолетнее травянистое растение, негусто покрытое короткими (не жгучими) волосками, с тонким и вялым, от основания ветвистым, простёртым или отчасти восходящим, бороздчатым стеблем 20—45 см длиной. Листья очерёдные, округло-яйцевидные или яйцевидные, цельнокрайные, при основании округлые или слегка сердцевидные, на верхушке туповато-заострённые, 7—25 мм длиной и 5—20 мм шириной; черешки тонкие, почти одинаковой длины с пластинкой.
Цветки разнородные — обоеполые, смешанные с однополыми (женскими) в одних в тех же соцветиях, которые собраны в пазухах преимущественно верхних листьев пучками по 2 вместе на коротких, разветвляющихся цветоносах. В каждом пучке содержится по 3, реже по 2 цветка, снабженных линейными или ланцетовидно-линейными на верхушке туповатыми, снаружи железистоволосистыми прицветниками. Срединный цветок обыкновенно женский, снабженный лишь одним прицветником, боковые же обоеполые, с тремя прицветниками. Околоцветник тонкий, почти плёнчатый, 4-надрезанный, у обоеполых цветков более глубоко рассечённый чем у женских, с яйцевидно-треугольными, островатыми лопастями. Семянки яйцевидные, заострённые, блестящие, около 1,5 мм длиной.

## Распространение и экология
Балканы, Кавказ, Восточная Европа (юг), Сибирь, Дальний Восток России, Средняя (горы) и Восточная Азия. Встречается по влажным и тенистым скалам, по трещинам в них, в ущельях и пещерах, на камнях у родников и ключей.